# Dioptis candelaria
Dioptis candelaria är en fjärilsart som beskrevs av Druce 1885. Dioptis candelaria ingår i släktet Dioptis och familjen tandspinnare. Inga underarter finns listade i Catalogue of Life.